# Wolfhardt Andrä
Wolfhardt Andrä (Gera, 23 de julho de 1914 – Stuttgart, 24 de maio de 1996) foi um engenheiro civil alemão. Com Fritz Leonhardt fundou em 1953 o escritório de engenharia Leonhardt und Andrä (mais tarde Leonhardt, Andrä und Partner, LAP) em Stuttgart, um dos mais conhecido escritórios de engenharia por seus diversos projetos de pontes estaiadas, arranha-céus e torres de televisão.

## Formação e carreira
Andrä estudou engenharia civil a partir de 1934 na TH Stuttgart e na TH München, graduando-se em 1939. Depois trabalhou na construção da Rheinbrücke Köln-Rodenkirchen sob a direção de Fritz Leonhardt. Em 1941 passou a residir em Munique. Logo após o final da Segunda Guerra Mundial começou a trabalhar no escritório de engenharia de Leonhardt. Publicou juntamente com Leonhardt em 1949/1950 um livro sobre a teoria da grade de suporte ("Theorie des Trägerrostes"), que Hellmut Homberg descreveu como um plágio de sua teoria publicada pouco antes, movendo uma ação judicial contra Leonhardt e Andrä - em última análise, sem sucesso. Com Leonhardt obteve patentes sobre ancoragens em concreto protendido. Esteve dentre outros com a LAP envolvido no projeto da Alsterschwimmhalle e da Finnlandhaus em Hamburgo.
Obteve um doutorado em 1963 na TH Stuttgart.
Seu filho Hans-Peter Andrä (nascido em 1948) o sucedeu na LAP.

## Obras
- com Leonhardt: Die Trägerrostberechnung. Stuttgart 1949
- com Leonhardt: Die vereinfachte Trägerrostberechnung. J. Hoffmann 1950
- com Wilhelm Zellner:  Zugglieder aus Paralleldrahtbündeln und ihre Verankerung bei hoher Dauerschwellbeanspruchung. In: Bautechnik, Volume 46, 1969, Nr. 8, p. 263–268, 309–315
- com R. Saul: Versuch mit Bündeln aus parallelen Drähten und Litzen für die Nordbrücke Mannheim-Ludwigshafen und das Zeltdach in München. In: Bautechnik, Volume 51, 1974, p. 289–298, 332–340, 371–373

## Literatur
- Klaus Stiglat (Hrsg.): Bauingenieure und ihr Werk, Ernst & Sohn 2004